# Пейнтбол

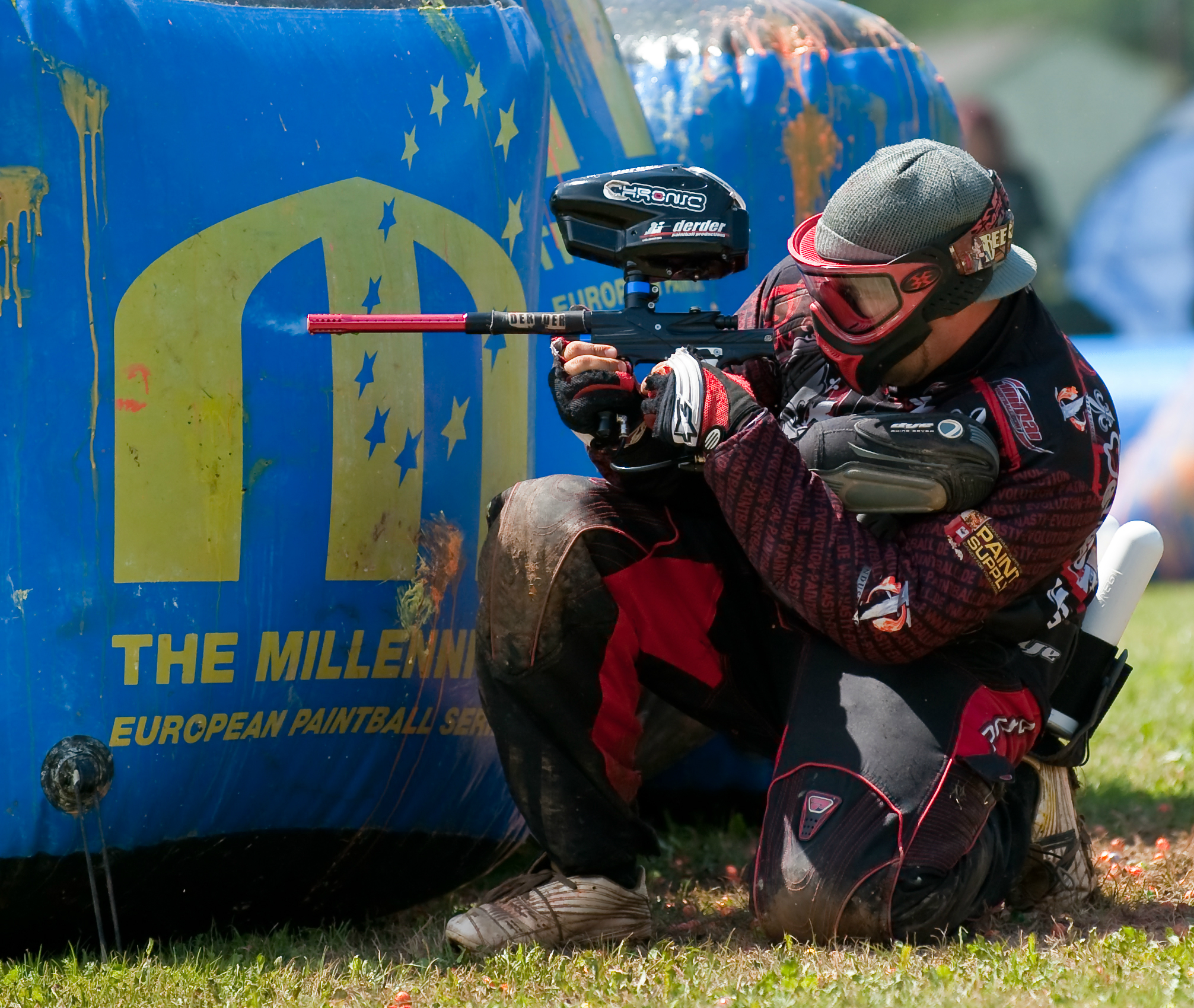
Гравець на змаганнях

Пейнтбол (англ. Paintball — кулька з фарбою) — командний стрілецький вид спорту з застосуванням пневматичного маркера, який стріляє капсулами з фарбою, що розбиваються при ударі по мішені та фарбують її.

## Статус
Пейнтбольний маркер не є зброєю. Максимальна дозволена швидкість кулі, випущеної з пейнтбольного маркера, становить 300 футів на секунду (91 м/с).
Існують два різновиди пейнтболу: спортивний пейнтбол та тактичний пейнтбол.
За своєю манерою гра імітує швидкоплинні вогневі контакти на обмеженому просторі. Ігри проводяться на лісових або відкритих полях, у приміщеннях, із природними або штучними перешкодами й укриттями. Розрізняють пейнтбол як вид відпочинку — для всіх охочих; як спосіб тренування — для охоронців, поліцейських або спецназу; і як спорт — для турнірних команд.

## Базовий набір

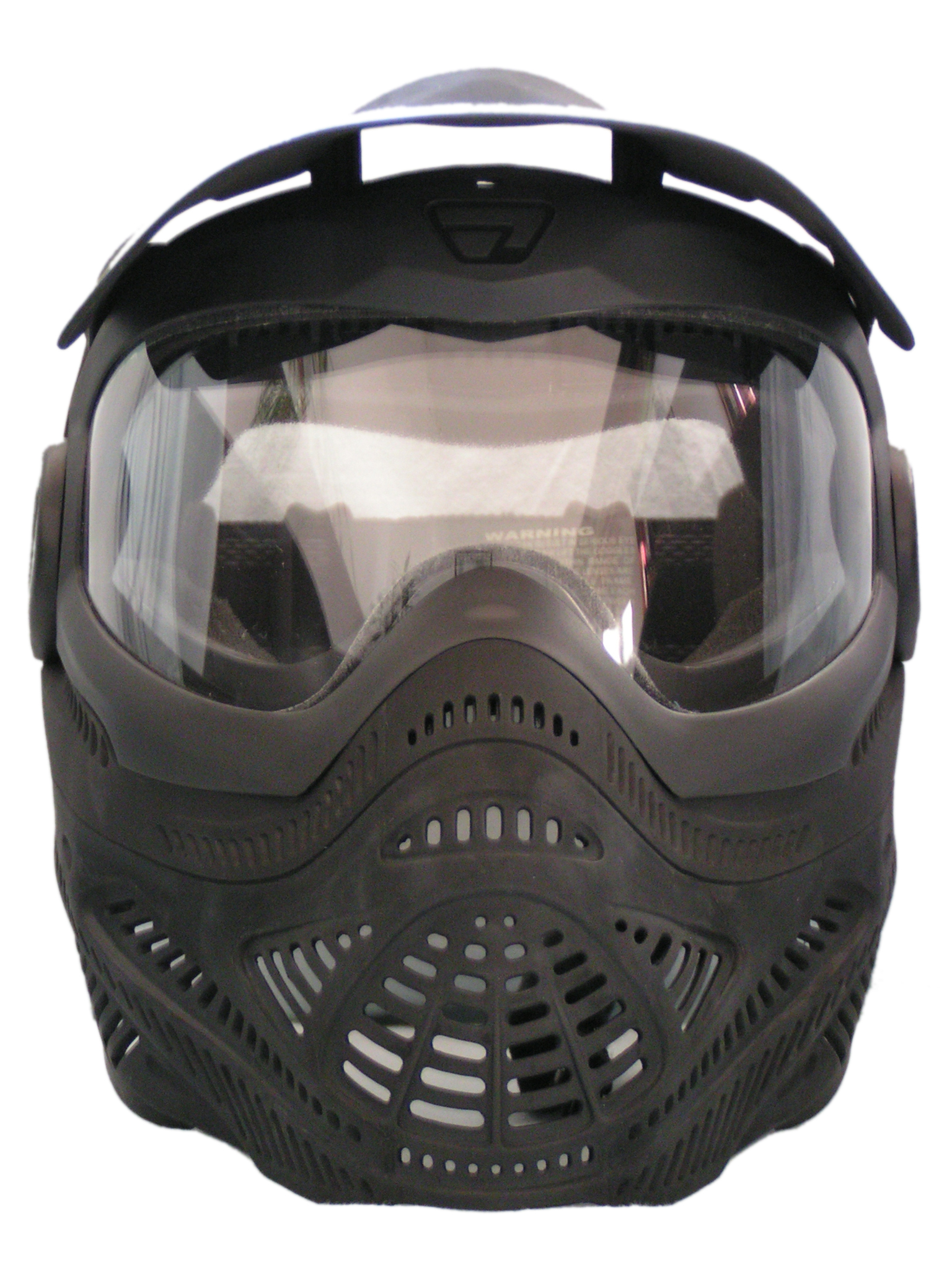
Пейнтбольна маска

- Маска. Гравець, зобов'язаний носити маску, спеціально виготовлену для пейнтболу, в межах ігрового поля. Максимально допустима швидкість вильоту кульки — приблизно 91 м/с (300 футів в секунду), при попаданні в око може призвести до серйозного травмування гравця.
- Маркер (зброя). Маркер складається з самого маркеру, балону з газом та ємності для кульок (фідер (англ. feeder), лоадер (англ. loader) або хоппер (англ. hopper)).
- Пейнтбольні кульки з фарбою. Фарба виготовлена на основі харчових компонентів, цілком безпечна для організму (навіть якщо попала до роту), легко змивається. Оболонка кульки має желатинову основу.

## Сценарії гри
Класичне усунення (стінка на стінку)
Основний класичний сценарій. Гравці розподіляються на рівні за силою команди (береться до уваги маркер, досвід тощо) і вражають кожного в протилежній команді. Уражені гравці покидають поле до кінця гри, заправка кулями і стислим газом під час гри заборонені.
Утримання форту
Гравці діляться на дві рівні команди. Гра починаються в рівновіддалених пунктах (базах) в області поля від загальної мети (міст, бункер тощо). Кожна команда намагатиметься захоплювати і утримати мету протягом обумовленого часу (наприклад 5 хвилин). Уражений гравець повертається на свою стартову базу, де з нього стирають сліди ураження і він входить в гру знову. На стартовій базі дозволено заправляти кулі.
Президент
Гравці розділяються на дві команди (снайпери і захисники Президента), створюючи невелику перевагу в команді тієї, що захищає Президента. Визначається орієнтир, якого Президент повинен досягти, щоб перемогти. Якщо снайпери вбивають Президента, вони перемагають. Якщо захисники вбивають всіх снайперів або Президент досягає встановленого орієнтиру, вони перемагають. Президент повинен бути роззброєний або легко озброєний (пістолет з 10 кульками, 1 граната), але повинен обов'язково носити захисну маску. Так само президент може брати зброю будь-яких захисників, яких уразили. Варіант «В броні» На Президента і захисників також можна надіти захисний жилет, тим самим скоротивши зону ураження. Варіант «Парад» Президент і захисники повинні йти за заздалегідь обумовленим маршрутом, який відомий снайперам. Варіант «Снайпери» Снайперів значно менші, але вони починають гру заздалегідь і скритно розподіляються на ігровому полі. Президент, як і у варіанті «Парад» йде за заздалегідь обумовленим маршрутом.
Руйнування моста
Потрібно визначити міст, дорогу, річку, або інший орієнтир, який повинен бути «мостом». Також потрібно визначити невеликий об'єкт (коробку з-під куль) як «бомбу». Команда терористів намагається утримувати цей об'єкт і доставити його до «моста», тоді як інша команда (спецназ) намагається запобігти захопленню «бомби», а якщо не вийшло — підрив «моста». Якщо кур'єр (гравець, що несе «бомбу») вмирає, він повинен залишити її на місці де його уразили. Якщо захисники моста захоплюють бомбу і знешкоджують її (відносять на стартову базу, інше заздалегідь обумовлене місце), вони перемагають. Варіант «Камікадзе» Все так, як і в базовому варіанті, тільки не треба думати про бомбу. Кожен терорист є камікадзе. Якщо хоч би один з камікадзе доторкнеться до «моста» він вважається знищеним. Можлива невелика перевага на користь захисників.
Порятунок заручника
Одна людина вибирається як заручник. Одна команда (спецназ) намагається звільнити заручника, тоді як інша команда (терористи) намагається запобігти порятунку. Ця гра особливо хороша, якщо у вас є добре укріплена будівля для оборони і утримання заручника. Заручник може тікати, але в цьому випадку він може бути застрелений гравцями з команди терористів. Заручник, звичайно, неозброєний, але він зобов'язаний носити захисну маску. Гра закінчується, якщо заручник застрелений, або якщо спецназ звільняє заручника і доводить його до заздалегідь обумовленого місця (стартова база спецназу)
Санітар
У кожній команді повинен бути один санітар для кожних семи чоловік в команді. Правила гри як в захоплення прапора. У даному сценарії попадання в руки і ноги вважаються як поранення. Три рани без «лікування» санітаром і гравець покидаєте ігрове поле. Влучання в голову і тіло вважаються смертельними і не можуть бути вилікувані санітаром. Для того, щоб вилікувати «рану» санітар повинен стерти сліди пораження. Ваша стартова база також може діяти як лікарня, але ви повинні залишатися на базі протягом заздалегідь обумовленого часу (30 сек) при цьому не відкриваючи вогонь. Якщо всі санітари усунені, тоді тільки лікарня може робити будь-яке загоєння. Санітари повинні бути не озброєні і носити пов'язку окремого кольору, щоб показати, що вони — санітари. Санітари не можуть виліковувати самі себе.
Збитий пілот
Гравці розділяються на дві команди. Одна команда гратиме роль групи захоплення, інша — роль рятувальної групи. Рятувальна команда втрачає одну людину, щоб бути пілотом. Пілотові дають об'єкт невеликого розміру, щоб представити як цінний вантаж. Пілот озброєний пістолетом з 10 кульками, але може брати зброю у уражених гравців команди рятувальників. Пілотові відомо, де знаходяться бази групи захоплення і рятувальників. Пілот виходить на поле заздалегідь, команда рятувальників і група захоплення не знають де він знаходиться. Мета цієї гри полягає в тому, щоб доставити «цінний вантаж» до бази рятувальників. Якщо пілот гине, він залишає «цінний вантаж» на тому місці де його уразили, при цьому вантаж може бути піднятий і доставлений будь-яким членом команди рятувальників. Мета групи захоплення — виявити пілота, захопити вантаж і доставити його до себе на базу.
Захоплення Прапора
Гравці діляться на дві рівні команди. Прапор поміщається в центр поля. Вибираються 2 бази прапора, одна для кожної команди, на протилежних сторонах ігрового поля. Мета гри полягає в тому, щоб захопити прапор і принести його на свою базу прапора. Зараховують влучання в будь-яку частину тіла, уражений гравець покидає ігрове поле до кінця гри.
Варіант «Футбол»: В даному варіанті прапор доставляється не на свою базу прапора, а на базу супротивника.
Коридор
Є 2 команди, одна стає коридором, тобто засідає у схованках впродовж якогось маршруту і чекає, поки буде йти, точніше, бігти противник. Той у свій час повинен пробігти через цей коридор не враженим і принести маркер своєму напарнику (він у кінці коридору, там сидять всі члени команди), але забрати з собою він може тільки одного. Потім їм уже двом необхідно повернутись на базу до себе, через цей же коридор, і взяти знову по маркеру, і так же само донести своїм бійцям. Так повторяється доки у всієї команди не буде по маркеру. Якщо у всіх уже є зброя, оголошується «Тривога» і вони повинні знищити тих, які сиділи в коридорі. Той, хто проходить коридор має право стріляти в тих, хто в ньому сидять, але це важко бо вони сховані в укриттях, а стріляти потрібно не сходячи з маршруту (коридору). Якщо ти когось витягнув і дорогою додому одного з вас вбили, той, хто вижив, може взяти маркер і підійти взяти когось іншого.
Термінатор
Цей сценарій — чудовий спосіб завершити день. У декількох «термінаторів» (2-3-ох) на грудях є знак «X». Щоб вразити їх, ви повинні попасти прямо в центр «X» або в спину. Термінатори намагаються вразити решту гравців.
Партизани
Декілька людей маскуються в лісі. Задача решти (більшість) — знайти і «знешкодити» тих, хто сховався.
Top Gun
При цьому варіанті гри всі учасники розходяться лісом і починається війна «кожен за себе». Задача даного варіанта гри — як можна довше протриматись на полі і не бути «вбитим». Переможцю присвоюється титул «найкращий стрілець» — символ особистої військової майстерності.

## Військове застосування

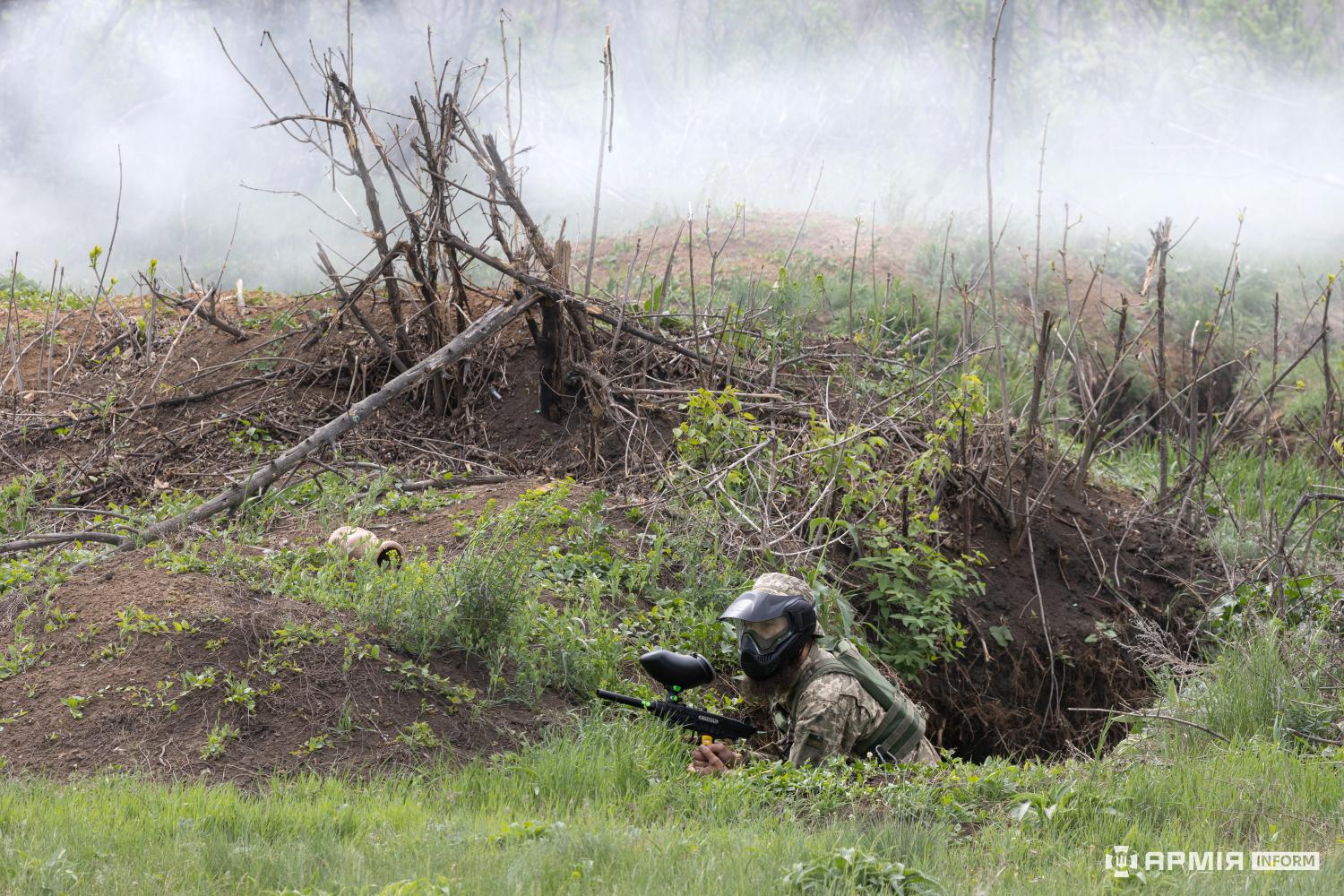
Український військовослужбовець 72 ОМБр на навчаннях з пейнтбольним спорядженням

Пейнтбол також застосовується для навчання особового складу збройних сил.